# Червоноградская городская община
Червоноградская городская общи́на (укр. Червоноградська міська громада) — территориальная община в Шептицком районе Львовской области Украины.
Административный центр — город Шептицкий.
Население составляет 90 243 человека. Площадь — 230,3 км².

## Населённые пункты
В состав общины входит 2 города (Шептицкий и Сосновка), 1 посёлок (Горняк) и 11 сёл:
- Бендюга
- Бережное
- Борятин
- Волсвин
- Городище
- Добрячин
- Межиречье
- Остров
- Поздымир
- Рудка
- Селец